# Ивана Брлић-Мажуранић
Ивана Брлић-Мажуранић (Огулин, 18. април 1874 — Загреб 21. септембар 1938) била је хрватска књижевница.

## Биографија
Родила се у познатој породици Мажуранића. Отац Владимир Мажуранић је био писац, адвокат и историчар. Деда јој је био хрватски бан и песник Иван Мажуранић, а баба Александра Мажуранић је била сестра Димитрија Деметра, песника, драмског писца и преводиоца. Основну школу и два разреда Дјевојачке школе завршила је у Загребу. Остало школовање завршила је приватно. Говорила је неколико језика. Своје прве радове писала је на француском.
Удала се за Ватрослава Брлића, адвоката у Славонском Броду и српског политичара (његов отац Андрија Торкват Брлић је био познати Србин католик и сарадник Гарашанина). У Славонском Броду је проживела велик део живота, који је посветила породици и књижевном раду. Родила је шесторо деце. Окружена децом, упознавала је њихову психу и њихов наивни и неискварени свет, којем је и посветила скоро цело своје књижевно дело. Уз супруга укључила се у јавни живот у кругу првака народног покрета. За свој књижевни рад два пута је од Југословенске академије знаности и уметности предложена за Нобелову награду за књижевност (1931. и 1938). Године 1937. примљена је за дописног члана загребачке Академије, као њен први женски члан. Била је и почасна чланица загребачког "ПЕН клуба".
Живот је завршила у депресији и извршила је самоубиство. Сахрањена је 1938. године на загребачком гробљу Мирогој.
Идеолошки је била ројалисткиња и подржавала је владавину династије Карађорђевић. Додељен јој је Орден Светог Саве четвртог степена.

## Књижевни рад
Писала је песме, приповетке, приче, басне, бајке, романе и културноисторијске расправе. Своју књижевну надареност и уметничку зрелост најснажније је остварила у префињеном обликовању света дечје приче и бајке. Њено прво важније дело објављено 1913. године Чудновате згоде шегрта Хлапића, Антон Густав Матош је прогласио „класичном књигом“. Највећи успех, међутим, постиже књигом Приче из давнине 1916. године, за коју је искористила ризницу словенске митологије и народног веровања а огрнута српском епском поезијом.
Писала је -како сама рече- да властитој деци „отвори врата к оном бајном, шароликом свијету бајке“. Приче се одликују непосредношћу израза. Превођена је на десетину језика од енглеског до кинеског, а названа је „хрватским Андерсеном“.
Издавачка кућа Школска књига из Загреба 1971. године установила је годишњу књижевну награду „Ивана Брлић-Мажуранић“ за најбољи књижевни текст за децу и илустрацију књиге за децу објављене у години. Од 2001. године награда се додељује за најбоље необјављено дело за децу хрватских аутора.
Ивана Брлић-Мажуранић је била у два маха 1931. и 1938. године предлагана и за Нобелову награду.

## Дела
- Ваљани и неваљани (приповетке и песме за дечаке) 1902.
- Школа и празници (Збирка песама и приповедака) 1905.
- Слике (песме) 1912.
- Чудновате згоде шегрта Хлапића 1913.
- Приче из давнине 1916.
- Књига омладини  1924.
- Дечја читанка о здрављу 1927.
- Мир у души 1930.
- Из архива обитељи Брлић у Броду на Сави (студије) 1934. I, 1935. II-III
- Јура Далматин поткраљ Гаџерата (авантуристички роман) 1937.
- Срце од лицитара (Приповетке и песме за младе; објављено постхумно) 1938.